# まかせなさい
『まかせなさい』は、1998年5月13日に発売されたウルフルズ17枚目のシングル。発売元は東芝EMI。

## 解説
フジテレビ系ドラマ『お仕事です!』主題歌。ウルフルズは「かわいいひと」収録の「ワンダフル・ワールド」以来の主題歌。ミュージック・ビデオは、ジャケットの衣装でスタジオで演奏しているが、ラスト近くになるにつれスタジオに暴風雨が発生する内容。

## 収録曲
全曲編曲：ウルフルズ、吉田建
1. まかせなさい
  - 作詞・作曲：トータス松本
2. TIGHTEN UP ～しまっていこう～
  - 作詞・作曲：アーチー･ベル、ビリー・バトラー
  - 日本語詞：トータス松本
アーチー・ベル&ザ・ドレルズのカバー。YMOの同曲カバーを意識した構成でトータスとメンバーの喋りが入る。
3. まかせなさい（オリジナル・カラオケ）